# Kurt Mohr (Maler)
Kurt Mohr (* 14. März 1886 in Braunschweig; † 31. März 1973 in Braunschweig) war ein deutscher Maler und Kunstlehrer.

## Leben
Kurt Mohr wurde 1886 in Braunschweig als Sohn eines Kaufmanns und Stadtrates geboren. Er besuchte die Realschule und nachfolgend von 1901 bis 1905 die Braunschweiger Kunstgewerbeschule. Von 1905 bis 1912 studierte Mohr an der Kunstakademie Düsseldorf, wo er 1908 die Prüfung zum Kunsterzieher bestand. Zwischen 1912 und 1914 folgten Auslandsaufenthalte in Holland, England und der Schweiz. Mohr nahm am Ersten Weltkrieg als Soldat in Flandern und vor Verdun teil. Von 1919 bis 1951 wirkte er als Lehrer, ab 1939 bis zu seiner Pensionierung auch als kommissarischer Leiter, an der Städtischen Handwerker- und Kunstgewerbeschule, Vorläufer der heutigen Hochschule für Bildende Künste Braunschweig. Von 1920 bis 1933 war Mohr Mitglied des Zehnerbundes bildender Künstler und von 1935 bis 1945 Angehöriger des Braunschweiger Künstlerbundes. Er gehörte von 1919 bis 1933 der Freimaurerloge Carl zur gekrönten Säule an. Im April 1933 trat er in die NSDAP und im Juni des Jahres in die SA ein. Aus beiden nationalsozialistischen Vereinigungen wurde er 1934 wegen seiner früheren Freimaurerei ausgeschlossen.
Kurt Mohr starb im März 1973 kurz nach seinem 87. Geburtstag in Braunschweig.
Mohr schuf mehrere Porträts, insbesondere von Braunschweiger Persönlichkeiten, weiterhin Landschaftsdarstellungen, Blumen und Stillleben, zumeist in Öl. Im März/April 1946 fand in Braunschweig eine Ausstellung seiner Gemälde statt. Seine Werke lassen sich laut Schliwinski nur schwer einer bestimmten Stilrichtung zuordnen. Seine Kunstauffassung änderte sich zur Zeit des Nationalsozialismus von einem in den 1920er Jahren noch ansatzweise modernen Stil (Frl. Yellow, 1926) zu einer der Kunstauffassung des Nationalsozialismus verpflichteten Richtung.

## Werke (Auswahl)
- Selbstbildnis als Jüngling, schwarze und weiße Kreide auf Velin, 1905[4]
- Selbstbildnis als junger Mann, Bleistift auf Papier, 1914[5]
- Landschaft, Aquarell, 1926, Städtisches Museum Braunschweig (Inventarnummer 1994/242)[3]
- Frl. Yellow, Öl auf Leinwand, 1926, Städtisches Museum Braunschweig[3]
- Niedersächsische Mädchen, Öl auf Leinwand, 1937, Städtisches Museum Braunschweig[3]
- Verwundeter, Rötelzeichnung, 1940, Städtisches Museum Braunschweig (Inventarnummer 1994/239)[3]
- Mutter und Kind, Kohle/Kreide auf Papier, ohne Jahr. Das Bild wurde 1943 aus der Gauausstellung 1943 für das Städtische Museum Braunschweig erworben (Inventarnummer 760).[6]
- Selbstbildnis, Rötel über Bleistift auf Papier, 1960/1961[7]
- Selbstbildnis, Bleistift auf Velinkarton, 1970[8]